# Muisne
Muisne là thành phố ven biển của tỉnh Esmeraldas tây bắc Ecuador, với dân số 5.925 trong điều tra Ecuador 2010.